# 多爾西 (內布拉斯加州)
多爾西（英語：Dorsey）是位於美國內布拉斯加州霍爾特縣的非建制地區。

## 歷史
多爾西的郵局於1884年設立，其後於1957年停運。

## 地理
多爾西所處的海拔為高於海平面473米（即1552英呎），而該地所採用的時區為UTC-6，即北美中部时区（CST）。同時該地設有夏令時間，為UTC-6調快一小時，即UTC-5（CDT）。